# Беляса
Беляса (рум. Băleasa) — село у повіті Олт в Румунії. Входить до складу комуни Гевенешть.
Село розташоване на відстані 165 км на захід від Бухареста, 28 км на захід від Слатіни, 17 км на північний схід від Крайови.

## Населення
За даними перепису населення 2002 року у селі проживала 901 особа, усі — румуни. Усі жителі села рідною мовою назвали румунську.